# Cesio-137

Diagrama de la desintegración radiactiva del Cesio-137.

El Cesio-137 es un isótopo radiactivo del cesio que se produce principalmente por fisión nuclear. Tiene un periodo de semidesintegración de 30,23 años, y decae emitiendo partículas beta a un isómero nuclear metaestable de Bario-137 (Ba-137m). El Ba-137m tiene un periodo de  semidesintegración de 2,55 minutos.

## Características
El Cesio-137 es un emisor beta, el 94,6% se desintegra en Ba-137m y el resto directamente en Ba-137 que es estable. La energía de los fotones de Ba-137m es 661,7 keV. Estos fotones pueden ser utilizados en la irradiación de los alimentos, o de la radioterapia en el cáncer. Cs-137 es menos utilizado para la radiografía industrial que otros isótopos gamma. Se puede encontrar en algunos medidores de humedad y de densidad, medidores de flujo, sensores y otros equipos. 
El comportamiento biológico de Cs-137 depende de la forma en la que se incorpore al organismo. Pequeñas cantidades de Cs-134 y Cs-137 fueron emitidas al medio ambiente durante los ensayos de armas nucleares y algunos accidentes nucleares, especialmente la catástrofe de Chernobyl. 
El manejo inadecuado de Cs-138 puede dar lugar a la exposición a la radiación y contaminación. Tal vez el caso más conocido es el accidente de Goiania, cuando una máquina de radioterapia de una clínica abandonada en Goiânia, Brasil, fue saqueada y la brillante sal de cesio vendida a compradores curiosos. Cesio metálico puede también ser mezclado accidentalmente con chatarra, lo que da como resultado la producción de acero contaminado; un ejemplo notable es el accidente de Acerinox en mayo de 1998, cuando Recycler Acerinox en Cádiz, España accidentalmente fundió chatarra con Cs-137.